# Christopher Landon
Pour les articles homonymes, voir Landon.
Christopher Landon, né le 29 mars 1911 à West Byfleet, dans le comté du Surrey, en Angleterre, et mort le 26 avril 1961 à Frognal (Hampstead) dans le Borough londonien de Camden, est un écrivain et un scénariste britannique, auteur de roman policier et de roman d'espionnage.

## Biographie
Il fait des études au Lancing College (en) et au Clare College de l'université de Cambridge. À la fin de ses études, il travaille à la bourse de Londres. Pendant la Seconde Guerre mondiale, il s'engage dans un corps d'ambulanciers. Il est affecté en Afrique du Nord, puis transféré en Norvège avec le grade de major. Après la guerre, il travaille à nouveau à la bourse, puis, à partir de 1955, se consacre à l'écriture à plein temps.
En 1953, il publie son premier roman A Flag in the City en utilisant ses souvenirs de guerre. En 1955, paraît Stone Cold Dead in the Market, où il utilise cette fois ses souvenirs de la bourse de Londres. En 1957, il publie Ice Cold in Alex, un thriller situé dans le désert de Libye pendant la guerre, qu'il adapte pour le film britannique Le Désert de la peur, réalisé par J. Lee Thompson et sorti en 1958.
Deux têtes pour un seul traître (The Mirror Room) suit en 1960. « Il s'agit d'un roman d'espionnage intelligent en partie situé à Berlin-Est » selon Henri-Yvon Mermet. Quand on est mort (Dead Men Rise up Never), publié en 1963, est un roman posthume après le décès accidentel de l'auteur en 1961 causé par l'absorption d'alcool et de barbituriques.

## Œuvre

### Romans
- A Flag in the City (1953)
- Stone Cold Dead in the Market (1955)
- Hornet’s Nest (1956)
- Ice Cold in Alex (1957)
- The Shadow of Time (1957)
- The Mirror Room (1960)
  - Deux têtes pour un seul traître, L'Aventure criminelle no 100 (1961)
- Dead Men Rise up Never (1963)
  - Quand on est mort, Série noire no 955 (1965)

## Filmographie

### À la télévision
- 1956 : The Ordeals of Carol Kennedy, épisode de la série télévisée The Errol Flynn Theatre réalisé par John Lemont (en)

### Au cinéma
- 1958 : Le Désert de la peur, film britannique, adaptation de Ice Cold in Alex, réalisé par J. Lee Thompson

## Sources
- Claude Mesplède, Les Années "Série noire" : bibliographie critique d'une collection policière, vol. 2 : 1959-1966, Amiens, Editions Encrage, coll. « Travaux » (no 17), 1993 (ISBN 978-2-906-38943-4), p. 266.
- Claude Mesplède et Jean-Jacques Schleret, SN, voyage au bout de la Noire : inventaire de 732 auteurs et de leurs œuvres publiés en séries Noire et Blème : suivi d'une filmographie complète, Paris, Futuropolis, 1982 (OCLC 11972030), p. 225
- Claude Mesplède et Jean-Jacques Schleret, SN Voyage au bout de la Noire (additif mise à jour 1982-1985), Futuropolis p. 95, 1985